# Franz Lerch
Franz Lerch (* 30. August 1895 in Wien, Österreich-Ungarn; † 25. Januar 1977 in New York) war ein österreichischer Maler und Vertreter der Neuen Sachlichkeit.

## Leben
Franz Lerch, Sohn eines gleichnamigen Buchbinders und dessen Frau Eleonore, geborene Soukup, besuchte nach der Bürgerschule die Handelsakademie. Zunächst arbeitete er in der Verwaltung einer Baufirma. Erst nach dem Kriegsdienst studierte er in der Zeit von 1918 bis 1926 an der Akademie der bildenden Künste Wien bei Alois Delug, Josef Jungwirth und Karl Sterrer. 1927 wurde er Mitglied in der Künstlervereinigung Hagenbund und blieb es bis zu dessen Auflösung 1938 durch die Nationalsozialisten. Auch der Wiener Secession trat er bei. 1927 unternahm Lerch Studienreisen nach Paris und in die Niederlande. Der Gewinn zahlreicher Preise sowie der Ankauf seiner Werke durch österreichische Museen ermöglichten es ihm, ab 1931 von seinem Beruf zu leben. 1933 heiratete er Stephanie Krausz, die Tochter von Samuel Krauss einem bekannten jüdischen Gelehrten und unternahm mit ihr eine Hochzeits- und Studienreise nach Sizilien. Mit dem Anschluss Österreichs an Deutschland 1938 wurde das Paar durch die jüdische Herkunft seiner Frau zur Emigration nach New York gezwungen, wo er bis 1973 für die Designer-Firma Printex arbeitete. Er erhielt 1944 die amerikanische Staatsbürgerschaft. Vor seiner Flucht über Großbritannien in die USA vernichtete er alle seine noch nicht verkauften Werke.
In den USA konnte er von der Malerei nicht mehr leben und betrieb sie nur noch in seiner Freizeit.

## Werk
Lerch zählt zu den Hauptvertretern der Neuen Sachlichkeit in Österreich.
"In seiner Kargheit und Strenge gemahnt das Werk Lerchs mitunter an das von Carl Hofer, den er 1928 kennenlernte. Reichere Farbigkeit, größere Raumtiefe sowie stärkere Plastizität unterscheiden Lerchs Arbeit jedoch von Hofers Werken. In seinen Akten, Porträts und Landschaften vertritt Lerch eine Position zwischen Expressionismus und Neuer Sachlichkeit, die er durch die malerische Aufnahme einer organischen Lebendigkeit innerhalb der formalen Strenge ins Lyrische wandte."
Werke von ihm sind in den folgenden Museen und Sammlungen zu finden:
- Belvedere in Wien, zehn Bilder
- Wien Museum in Wien
- Lentos Kunstmuseum Linz, zwei Bilder
- Leopold Museum in Wien, ein Bild
- Leo Baeck Institut in New York, ein Bild

Einige seiner Werke aus der Sammlung Heinrich Rieger gelten als verschollen und sind in der Lost Art-Datenbank (Deutsches Zentrum Kulturgutverluste) gelistet.

## Auszeichnungen
Er erhielt 1925, 1931, 1932 u. 1936 den Staatspreis, 1931 den Preis der Stadt Wien.